# Technomyrmex
Technomyrmex – rodzaj mrówek z podrodziny Dolichoderinae. Obejmuje 97 gatunków. Gatunkiem typowym jest Technomyrmex strenuus.

## Gatunki
- Technomyrmex aberrans Santschi, 1911
- Technomyrmex albipes Smith, 1861
- Technomyrmex albomaculatus Karavaiev, 1926
- Technomyrmex allectus Stitz, 1916
- Technomyrmex andrei Emery, 1899
- Technomyrmex arnoldinus Forel, 1913
- Technomyrmex atrichosus Viehmeyer, 1922
- Technomyrmex bicolor Emery, 1893
- Technomyrmex brevicornis Santschi, 1930
- Technomyrmex butteli Forel, 1913
- Technomyrmex cheesmanae Donisthorpe, 1945
- Technomyrmex convexifrons Karavaiev, 1926
- Technomyrmex deletus Emery, 1891
- Technomyrmex detorquens Walker, 1859
- Technomyrmex elatior Forel, 1902
- Technomyrmex foreli Emery, 1893
- Technomyrmex fulvus Wheeler, 1934
- Technomyrmex gibbosus Wheeler, 1906
- Technomyrmex gilvus Donisthorpe, 1941
- Technomyrmex gowdeyi Wheeler, 1922
- Technomyrmex grandis Emery, 1887
- Technomyrmex griseopubens Wheeler, 1922
- Technomyrmex horni Forel, 1912
- Technomyrmex hypoclinoides Santschi, 1919
- Technomyrmex ilgi Forel, 1910
- Technomyrmex incisus Mukerjee, 1930
- Technomyrmex jocosus Forel, 1910
- Technomyrmex kohli Forel, 1916
- Technomyrmex kraepelini Forel, 1905
- Technomyrmex laurenti Emery, 1899
- Technomyrmex lisae Forel, 1913
- Technomyrmex longiscapus Weber, 1943
- Technomyrmex lujae Forel, 1905
- Technomyrmex madecassus Forel, 1897
- Technomyrmex mayri Forel, 1891
- Technomyrmex modiglianii Emery, 1900
- Technomyrmex moerens Santschi, 1913
- Technomyrmex nequitus Bolton, 1995
- Technomyrmex niasensis Menozzi, 1932
- Technomyrmex nigriventris Santschi, 1910
- Technomyrmex pilipes Emery, 1899
- Technomyrmex pratensis Smith, 1860
- Technomyrmex primroseae Donisthorpe, 1949
- Technomyrmex quadricolor Wheeler, 1930
- Technomyrmex rusticus Santschi, 1930
- Technomyrmex schimmeri Viehmeyer, 1916
- Technomyrmex schoutedeni Forel, 1910
- Technomyrmex semiruber Emery, 1899
- Technomyrmex setifer Emery, 1900
- Technomyrmex setosus Collingwood, 1985
- Technomyrmex sophiae Forel, 1902
- Technomyrmex strenuus Mayr, 1872
- Technomyrmex sundaicus Emery, 1900
- Technomyrmex tailori Santschi, 1930
- Technomyrmex transiens Forel, 1913
- Technomyrmex voeltzkowi Forel, 1907
- Technomyrmex wheeleri Emery, 1912
- Technomyrmex wolfi Forel, 1916
- Technomyrmex zimmeri Forel, 1911
- Technomyrmex zumpti Santschi, 1937